# Гренхен
Гренхен (нем. Grenchen) — город в Швейцарии, центр округа Леберн, находится в кантоне Золотурн.
Население составляет 16 100 человек (на 2007 год). Официальный код — 2546.
Гренхен расположен у подножия гор Юра между Золотурном и Билем, примерно в 25 км к северу от Берна. С населением более 16 000 жителей, это один из самых больших городов в кантоне Золотурн. Город хорошо известен своей часовой промышленностью уже более 150 лет.
Гренхен является победителем Уоккеровской премии архитектурного наследия за 2008 год.
В Гренхене находится астрономическая обсерватория Jura-Sternwarte Grenchen.

## История
Около 1000 года местные бароны построили замок на скале, в котором проживали в течение трех столетий. Название Гренхен было впервые зарегистрировано в 1131 году как Granechun. Название происходит от галло-романского слова graneca, что означает у амбара.
- 1851: начало производства часов
- 1918: всеобщая забастовка

## Транспорт
- Гренхен (аэропорт)

## Галерея

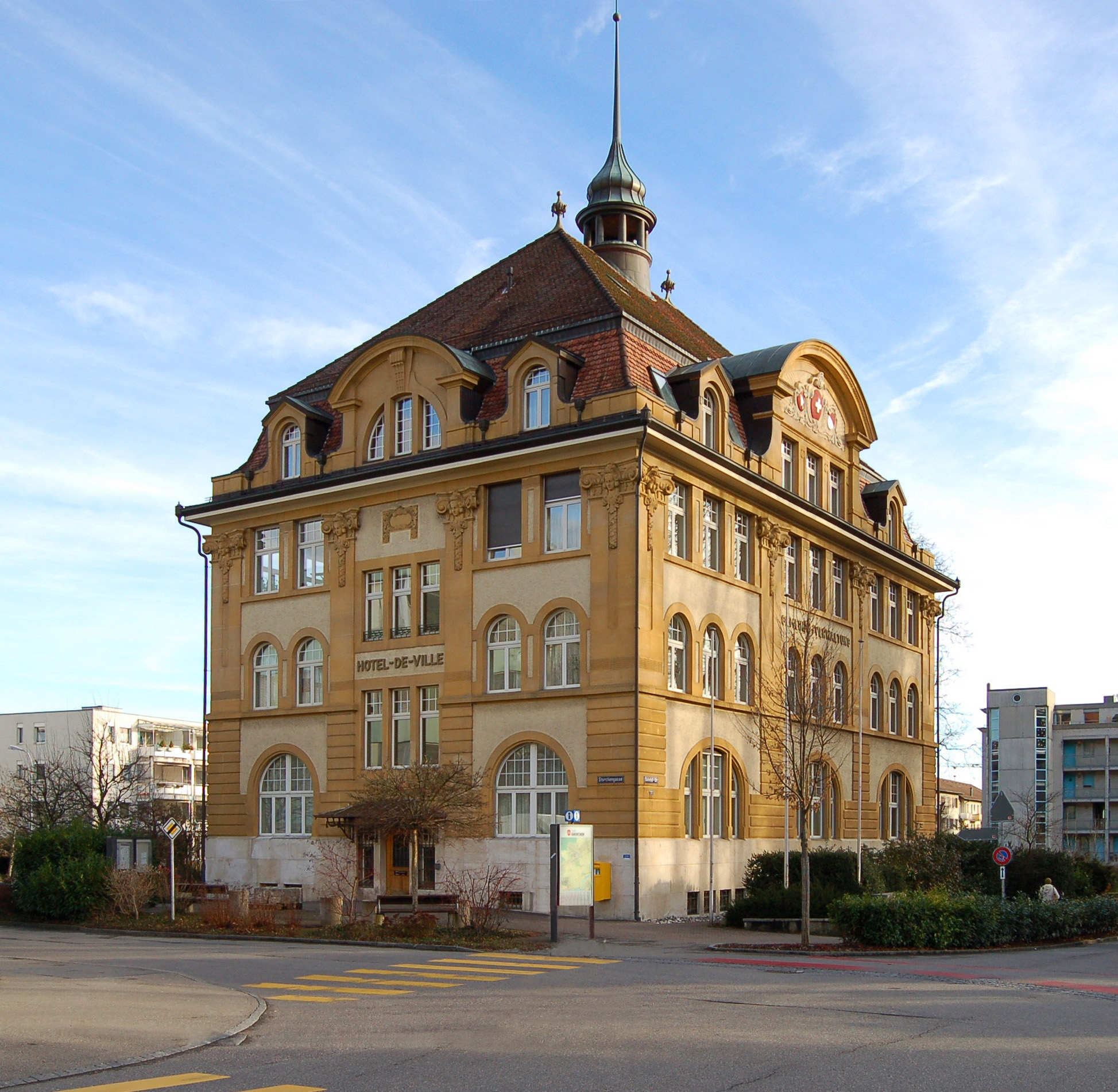
Городская ратуша.
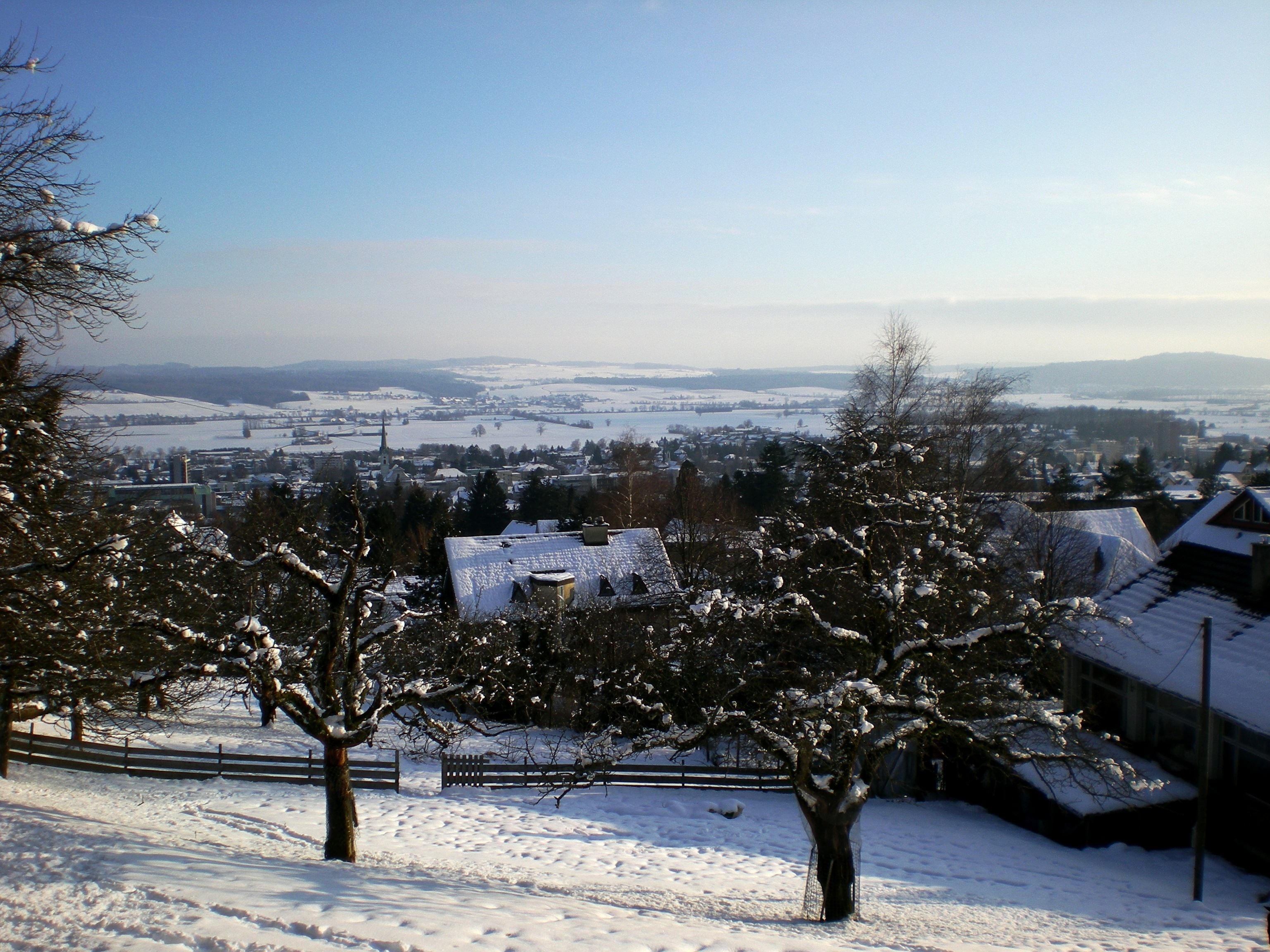
Вид на Гренхен с церкви на холме.
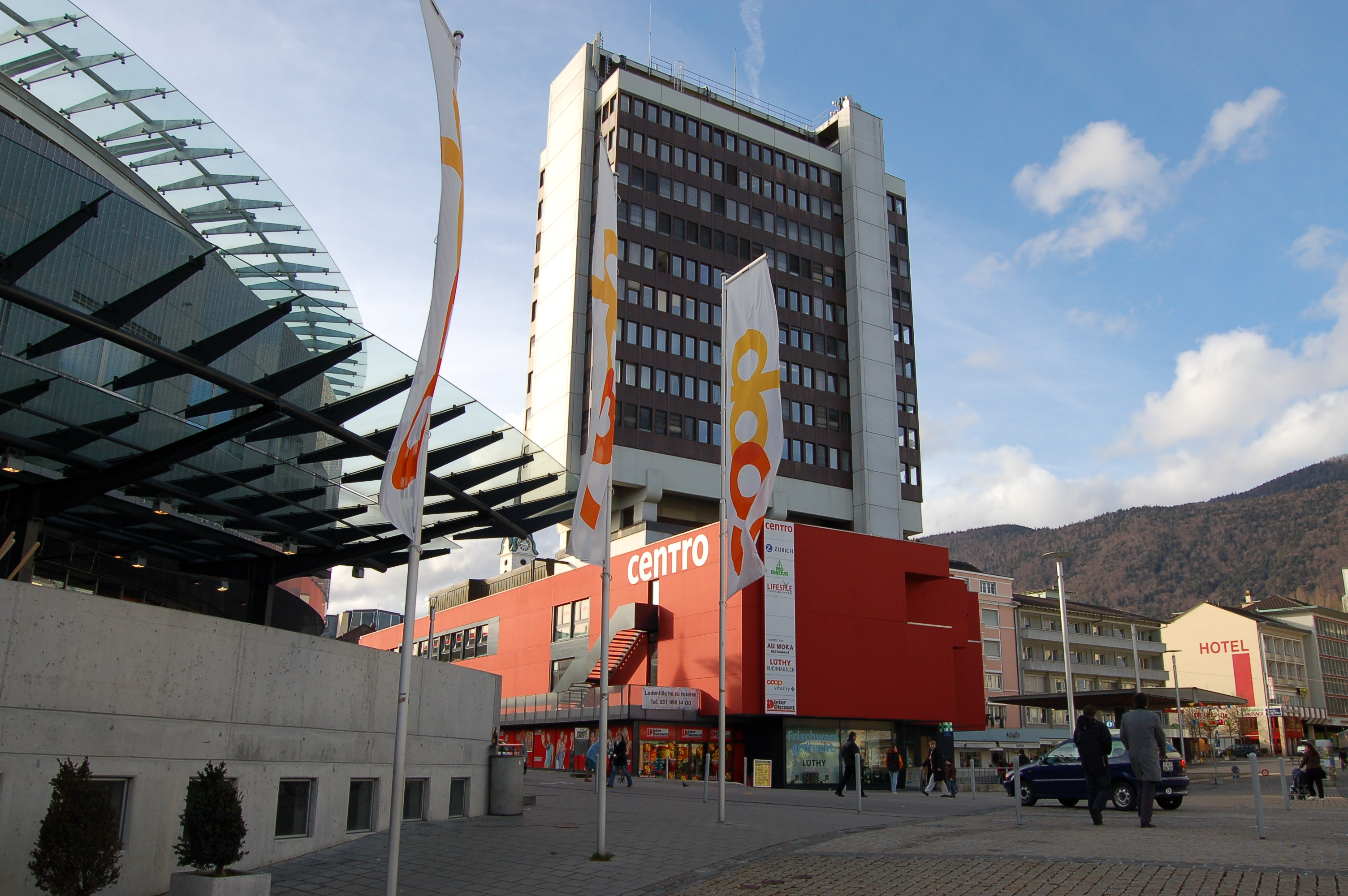
Гренхен. Городской центр.
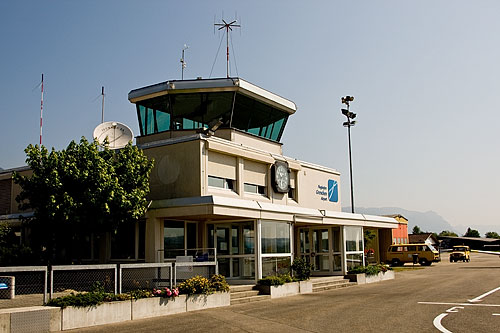
Башня аэропорта Гренхена.
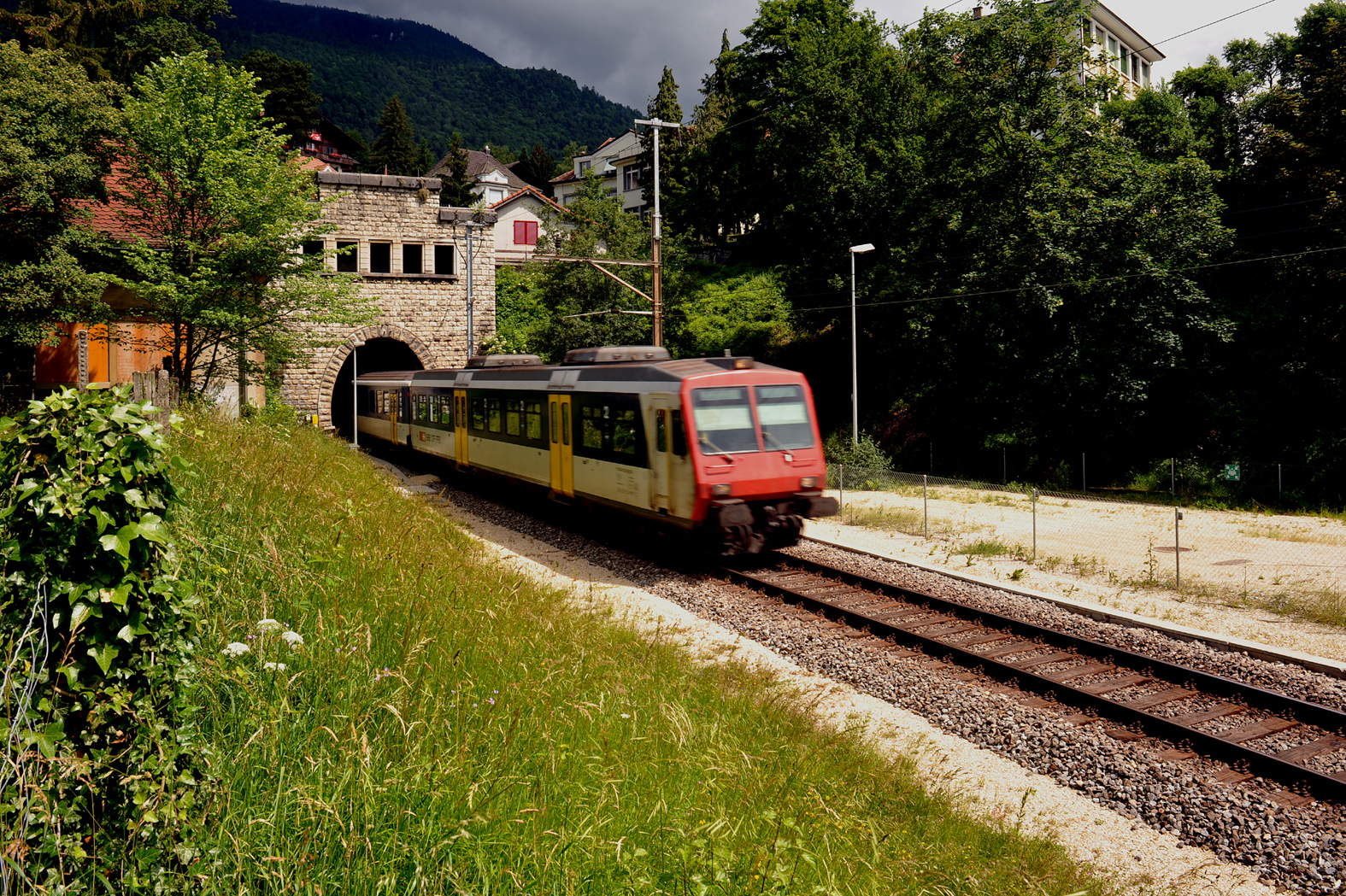
Гренхенбергский тоннель.